# Авіатроща в Окенці (1980)

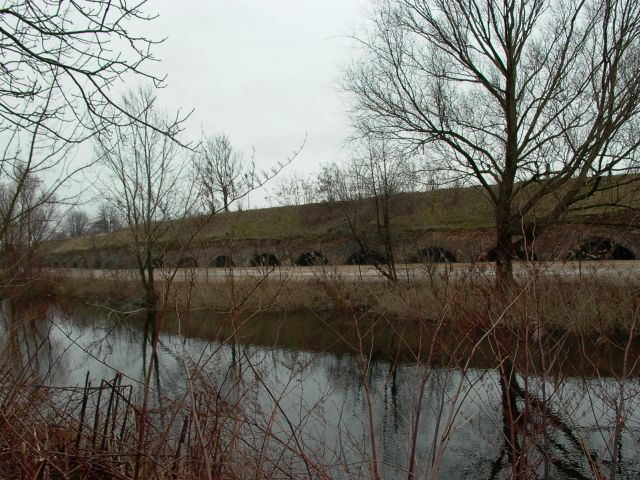
Форт «Okęcie», місце катастрофи

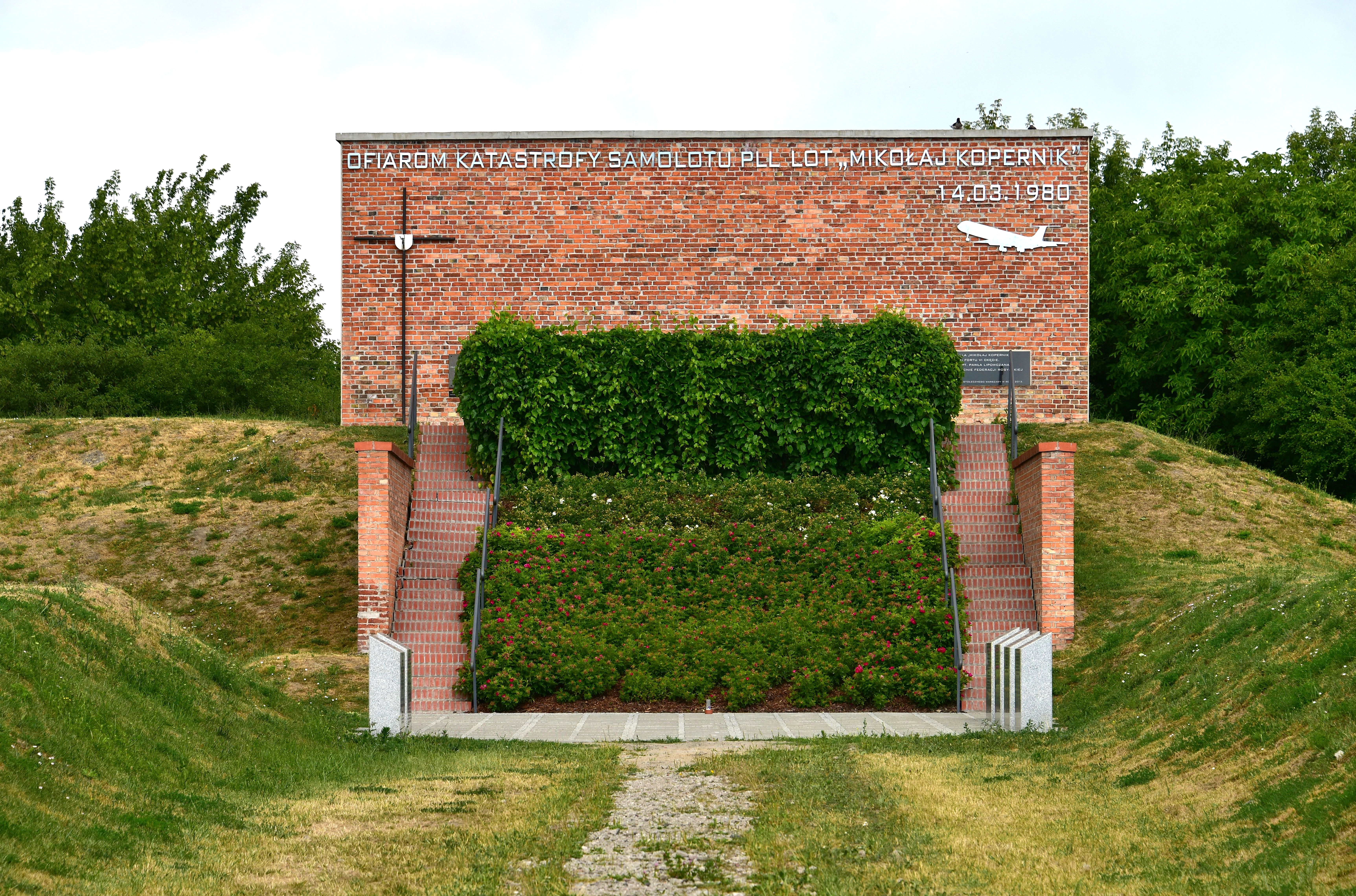
Пам'ятник на місці катастрофи

Аварія PLL LOT 007 сталася 14 березня 1980 року об 11:15. Літак польських авіаліній Іл-62 "Миколай Копернік", що летів з Нью-Йорка, розбився поблизу варшавського аеропорту в Окенці. Загинули 77 пасажирів і 10 членів екіпажу, в тому числі польска співачка Анна Янтар.

## Хід аварії
Літак, пілотований капітаном Томашем Смолічем, приземлився в Нью-Йорку 13 березня 1980 року      . Зворотній вильот відбувся з затримкою через інтенсивний снігопад. Після плавного польоту, наступного дня близько 11:12 ранку за польським часом, літак під керуванням капітана Павла Ліповчана та першого офіцера Тадеуша Лохоцького підійшов на посадку в аеропорту Окенце.
Приблизно за хвилину до запланованої посадки екіпаж доповів на диспетчерську вежу, що не загорівся індикатор висунутого шасі . Така поломка траплялася в літаках радянського виробництва і зазвичай була викликана перегоранням запобіжника або лампочки. В таких випадках екіпаж повторював захід на посадку. У цей час або бортовий механік перевіряв справність літака, або хтось із персоналу аеропорту спостерігав у бінокль і підтверджував по радіо факт висунення шасі. Після підтвердження, екіпаж літака вирішив зробити перший маневр.
Авіадиспетчер віддав рекомендацію збільшити висоту літака з 250 до 650 метрів. Коли за командою командира бортінженер збільшив потужність двигунів, вал турбіни низького тиску двигуна № 2 зламався і розігнався до великої швидкості, що призвело до вибуху двигуна і його повного знищення. Уламки двигуна розлетілися в усіх напрямках, пошкодивши двигун № 1, проникнувши у фюзеляж, знищивши органи керування, джерело живлення чорної скриньки та самописця в кабіні, а також пошкодивши двигун № 3. В результаті двигуни 2 і 3 повністю перестали працювати, був пошкоджений двигун 1, втрачено можливість керування літаком, а останні 26 секунд польоту не вдалося записати.
Після 26 секунд інерційного зниження літак зрізав правим крилом дерево і вдарився об поверхню землі. Від удару, борт розлетівся на багато частин. 
Тіло капітана Ліповчана знайшли на вулиці серед житлових будинків. Тіла інших жертв лежали розкидані серед уламків літака. 

## Жертви авіатрощі

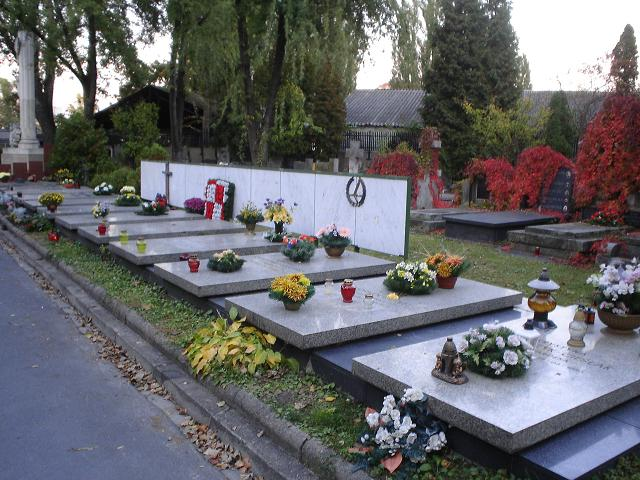
Могили екіпажу на військовому цвинтарі Повонзкі у Варшаві

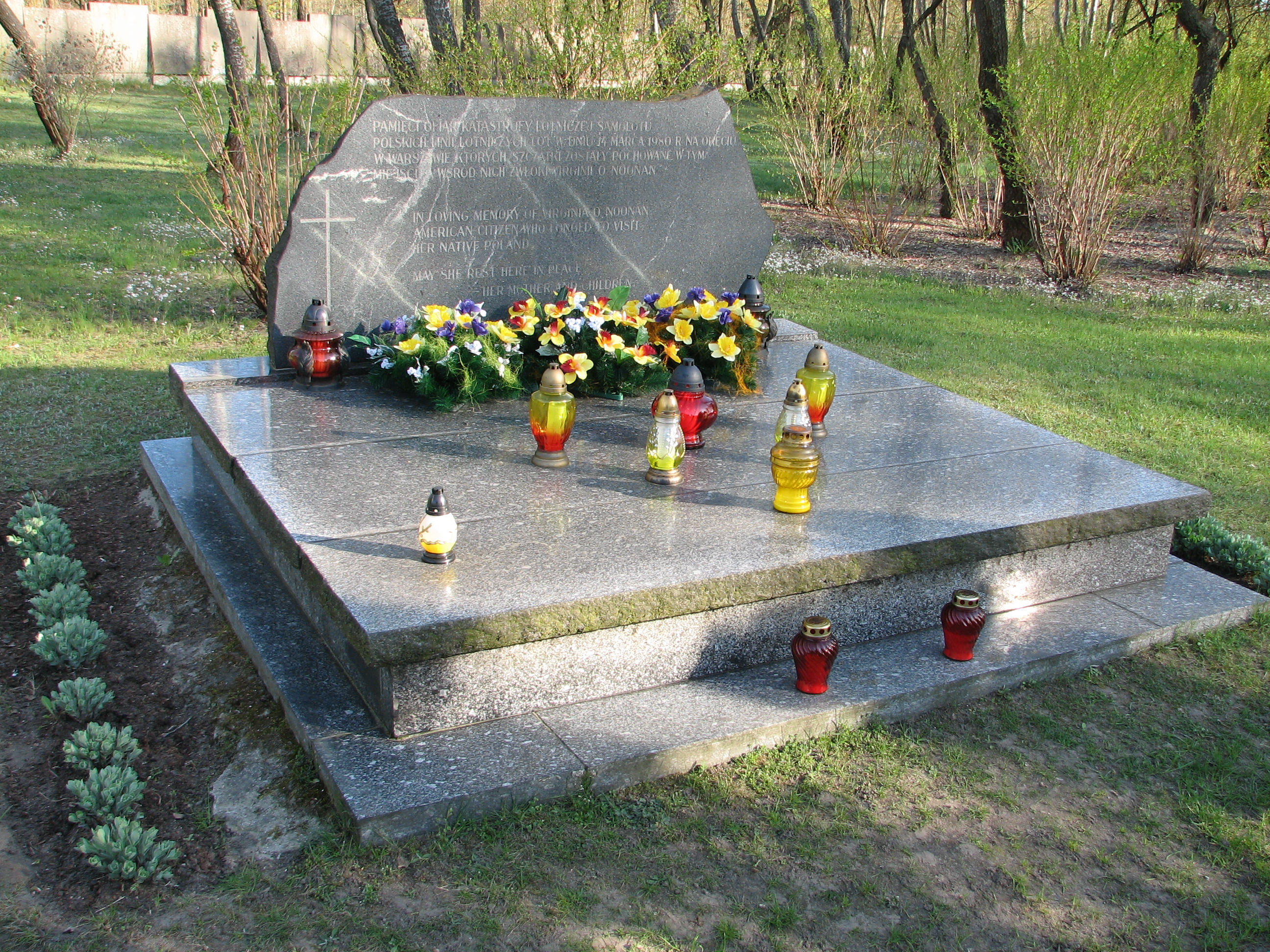
Братська могила жертв авіатрощі в Окенцях на Північному комунальному кладовищі у Вульці Венгловій у Варшаві

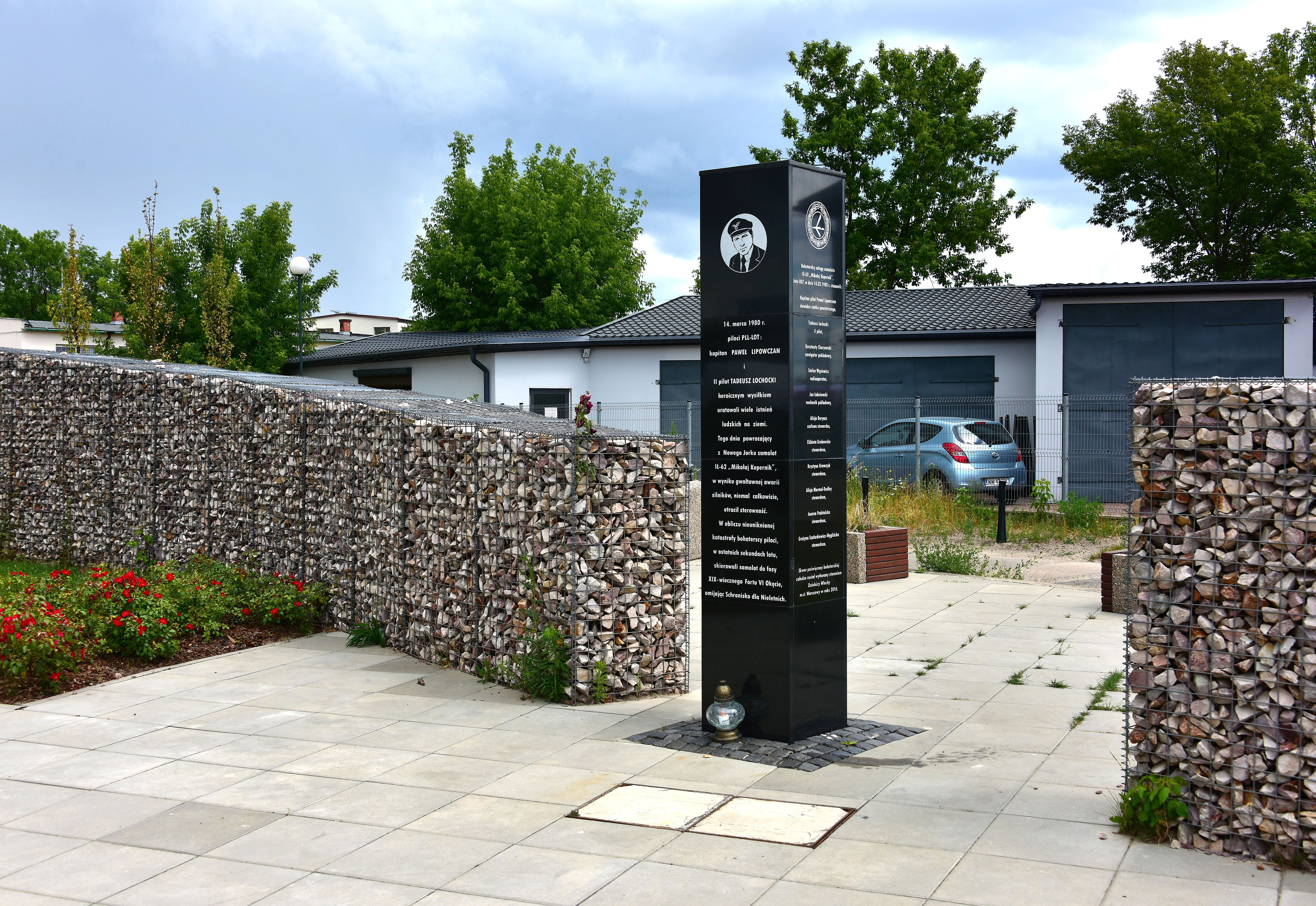
Пам'ятник екіпажу літака на вул. Павла Ліповчана

Серед загиблих у катастрофі: Польська співачка Анна Янтар, американський етномузиколог Алан Мерріам, 22 члени аматорської збірної США з боксу та шість студентів варшавських університетів що поверталися із зустрічі Міжнародної асоціації студентів економічних і комерційних наук (AIESEC).